# Алекса Стоименов
Александър (Алекса, Алекси, Алексо) Стоименов е български емигрантски деец, участник в Македонската патриотична организация „Тодор Александров“ (Брюксел).

## Биография
Алекса Стоименов е роден през 1927 година във Велюса, тогава Кралството на сърби, хървати и словенци. Като ученик участва в нелегална младежка група на Вътрешната македонска революционна организация, заради което е осъден от комунистическите власти на 12 години затвор, които прекарва в Скопие. След освобождението си емигрира в Италия, където през 1968 година е задържан за пренос на опиати и е осъден на 18 месеца затвор. Прехвърля се в Брюксел, Белгия, където отваря свой ресторант „Кошарата“, който става средище на българската емиграция. Същевременно се включва в дейността на местната МПО „Тодор Александров“. Следен е от югославските тайни служби УДБ-а.
През 2003 година получава българско държавно отличие „100 години Илинденско-Преображенско въстание“.
Негов племенник е бившият северномакедонски политик от ВМРО-ДПМНЕ - Борис Стоименов.